# Nanchan-Tempel
Der Nanchan-Tempel (chinesisch 南禅寺, Pinyin Nánchán sì, englisch Nanchan Temple) ist ein buddhistischer Tempel im Dorf Lijiazhuang des Kreises Wutai in der chinesischen Provinz Shanxi. Seine Haupthalle aus dem Jahr 782 ist die älteste Holzkonstruktionen im chinesischen Tempelbau.

## Geschichte
Einer Inschrift auf einem Balken zufolge wurde die Große Buddha-Halle des Nanchan-Tempels erstmals im Jahr 782 n. Chr. während der Tang-Dynastie erbaut. Eine weitere Inschrift auf einem Balken weist darauf hin, dass die Halle im Jahr 1086 der Song-Dynastie renoviert wurde und während dieser Zeit alle bis auf vier der ursprünglichen quadratischen Säulen durch runde Säulen ersetzt wurden.
In den 1950er Jahren wurde das Gebäude wiederentdeckt und 1961 als Chinas ältestes noch stehendes Holzgebäude anerkannt. 1966 wurde das Gebäude bei einem Erdbeben beschädigt und anschließend restauriert.

## Haupthalle
Die Haupthalle des Nanchan-Tempels (南禅寺大殿,  Nánchán sì dàdiàn, englisch Main Hall of Nanchan Temple) steht seit 1961 auf der Liste der Denkmäler der Volksrepublik China (1-79).